# Rio Groaíras
Rio Groaíras är ett periodiskt vattendrag i Brasilien.   Det ligger i delstaten Ceará, i den östra delen av landet, 1 600 km nordost om huvudstaden Brasília.
Omgivningarna runt Rio Groaíras är huvudsakligen savann. Runt Rio Groaíras är det ganska tätbefolkat, med 70 invånare per kvadratkilometer.